# Damian Falco
Damian Falco é uma personagem do filme 007 - Um Novo Dia para Morrer (2002) da franquia cinematográfica do agente secreto britânico James Bond. Não existe na literatura de Ian Fleming sobre 007 porque o filme foi escrito pelos roteiristas Neal Purvis e Robert Wade, roteiro depois transformado em livro pelo então escritor oficial das novas novelas de Bond na era pós-Fleming, Raymond Benson, o último livro publicado dele.

## Características
Falco é um egoísta e arrogante chefe da NSA norte-americana, que trabalha junto com o MI-6 no caso e acredita que Bond passou informações militares secretas aos norte-coreanos sob tortura durante seu período de aprisionamento.  Burocrático e convencido de ter um intelecto superior, ele tenta convencer M do engano que é aceitar 007 de volta. 

## No filme
Falco aparece em várias cenas do filme, sempre fazendo carga contra Bond mesmo sendo seu aliado. Ele convence M de que 007 entregou segredos aos coreanos sob tortura e a chefe o MI-6 obriga o agente a fazer uma completa reciclagem, a ser colocado no "gelo" da agência e perde a confiança nele, depois que ele volta à Inglaterra trocado por Zao, um espião coreano preso nos Estados Unidos, mediação feita pela NSA de Falco. 
Bond porém volta à ativa e, ainda não convencido de suas intenções, Falco atribui a Jinx, sua agente, a missão de seguir 007 por toda parte e trabalhar com ele. Ao final do filme, quando Bond consegue destruir o satélite Icarus pouco antes dele destruir todo o campo minado da fronteira entre as duas Coreias – que propiciaria a invasão do Sul pelo Norte – M tem grande prazer em dizer a Falco que ele estava errado.